# Havaianas

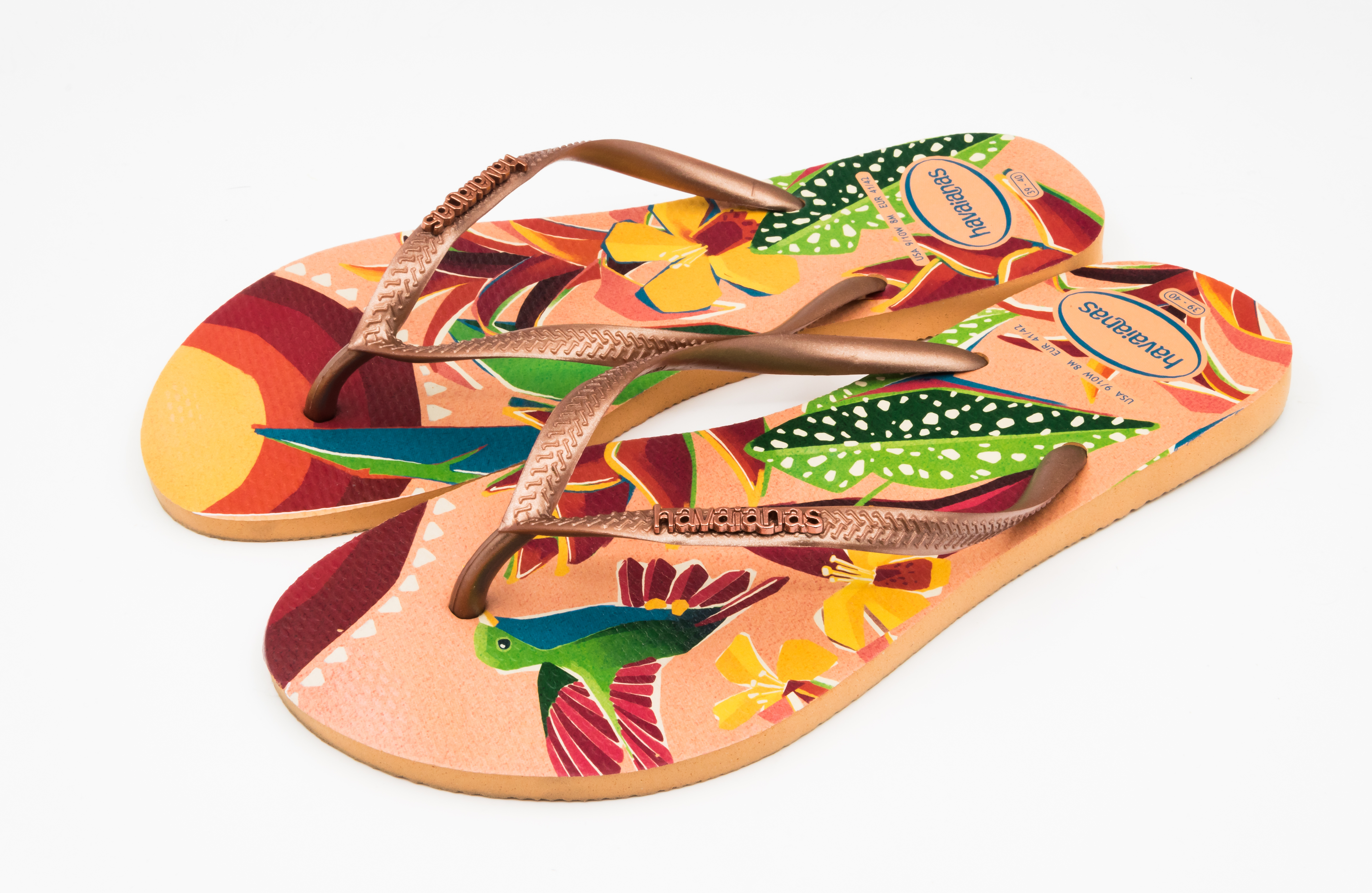
Une paire d’Havaianas.

Havaianas Zori

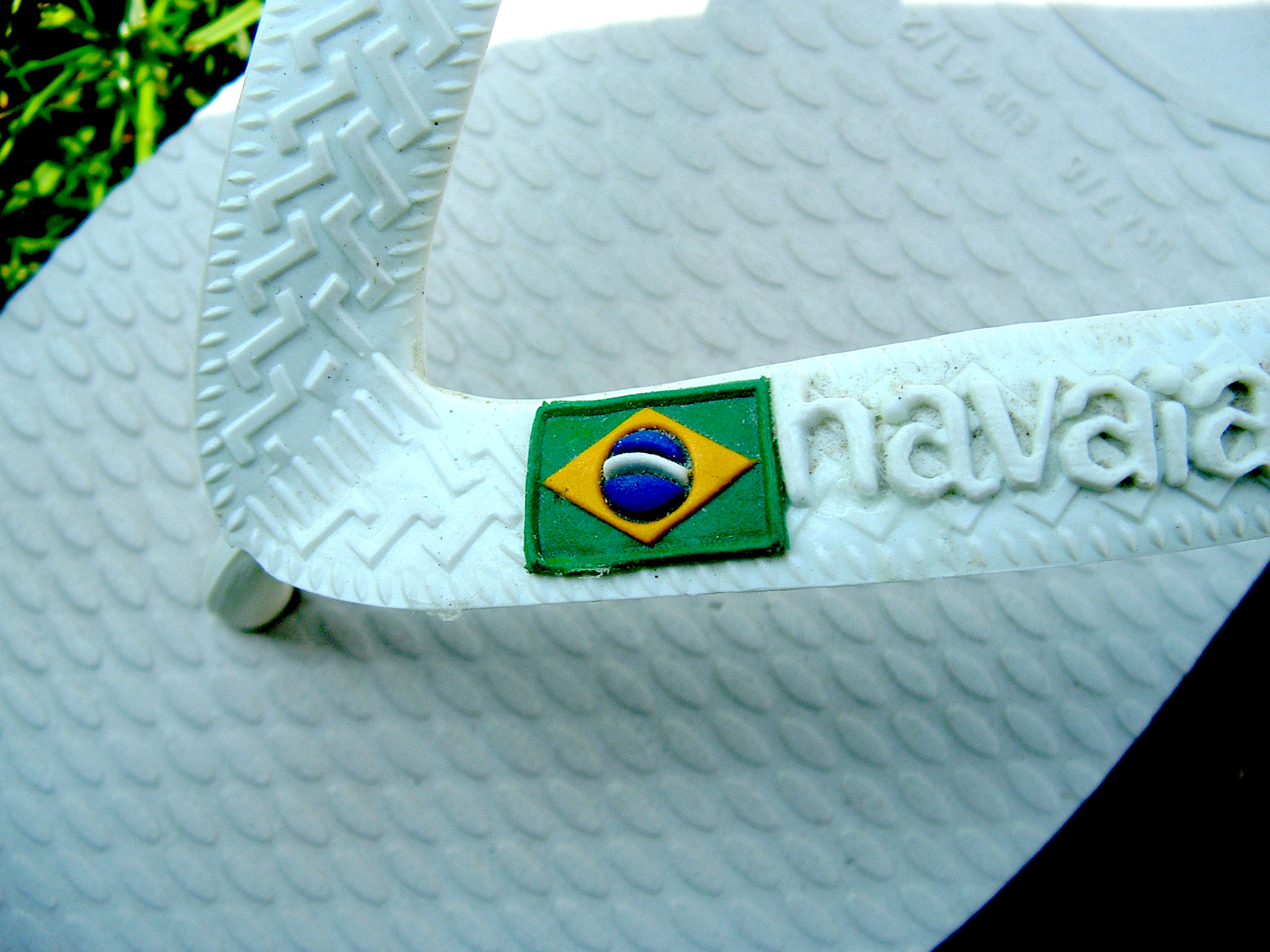
Drapeau du Brésil sur les sandales Havaianas.

Havaianas est une marque brésilienne, fabricant des tongs formées d'une semelle en caoutchouc naturel et d'une bride en PVC,, produites par le groupe Alpargatas (chaussures mais aussi textile), appartenant pour 44 % au groupe familial Camargo Corrêa. À l'origine un produit basique vendu uniquement au Brésil, la marque est devenue ces deux dernières décennies un produit de mode mondialement connu.

## Historique
L'origine vient de l'entreprise Fabrica Brasileira de Alpargatas e Calçados, créée en 1907 ; l'année suivante, le nom de Alpargatas Company est déposé. La marque Havaianas est créée en 1962 par São Paulo Alpargatas. Le nom havaianas veut dire « hawaïennes » en portugais. À l'origine, avant de devenir un produit de mode,, c'est un modèle de chaussure très simple, résistant, sans odeur, utilisé par les Brésiliens pauvres, et inspiré des Zōri japonaises. Les premiers modèles, nommés « Havaianas Tradicional », sont disponibles dans une unique version : brides bleues, et semelle blanche et bleue. Durant une trentaine d'années, la marque n'évolue pas ; mais à la suite d'une erreur de fabrication où les brides apparaissent vertes, les brides changent plusieurs fois de couleurs, puis se diversifient de façon récurrente. En 1994, c'est au tour de la semelle de connaître de multiples couleurs.
À partir de 1990, la marque acquiert progressivement  une notoriété mondiale et plus seulement locale. Durant la Coupe du monde de football de 1998, la notoriété progresse encore de façon notable à la suite de la création d'un modèle « Havaianas Brasil » orné du drapeau brésilien, opération commerciale réitérée en 2006. De plus, de 2003 à 2009, chaque acteur proposé aux Oscars reçoit un modèle exclusif de la part de la marque,. À partir de 2004, démarrent les collections en édition limitée avec des marques ou créateurs reconnus, comme Jean Paul Gaultier en 2002, Jean-Charles de Castelbajac en 2003, Francesco Smalto en 2004, ou encore Céline, Paul Smith, la marque de chemisiers féminins Anne Fontaine, Angela Missoni fin 2010, Swarovski, ou le joaillier H. Stern avec des tongs composées d'or ou de diamants. De nombreuses séries spéciales sont réalisées, dont des « Réservées », comme celle de l'hôtel Meurice et celle de l'hôtel Murano, des « Citoyennes », comme celles de la fondation du footballeur Raï vendues au profit des enfants des favelas ou celle vendue au profit de l'Institut pour la recherche écologique, des « Modes », comme celles de la boutique Havaianas de Saint-Tropez.
Le 10 août 2015, Havaianas signe un contrat avec Walt Disney Parks and Resorts pour vendre des tongs dans les boutiques des parcs élargissant son contrat avec Disney Consumer Products datant de 2011.

### Chiffres
La marque a plus de 80 % des parts de marché au Brésil et 94 % des Brésiliens possèdent ou ont possédé au moins une paire de cette marque. L'entreprise produit plus de 200 millions de paires de tongs par an, dont un peu moins de 20 millions pour l’étranger, pour 350 modèles différents dans la collection sans compter les possibilités de personnalisation proposés par quelques magasins. Ceci correspond en 2012 à plus de quatre milliards de paires vendues dans le monde depuis la création de la marque, et un chiffre d'affaires de plus de 500 millions d'euros pour ces tongs,.
La marque est diffusée par de multiples revendeurs dans 85 pays au monde. C'est seulement en 1999 que la marque ouvre la première boutique à son nom. En France, la marque possède en 2012 deux boutiques en propre à Paris, plus six en franchise principalement en bord de mer, ainsi que de nombreux distributeurs multimarques. Ces dernières années, la marque se diversifie en créant par exemple une collection de sacs et bagages en 2009, ou une ligne de 26 chaussures fermées comme des espadrilles, des ballerines, ou des bottes l'année suivante.